# Ордас, Изабель
Изабель Ордас (исп. Isabel Ordaz; род. 11 марта 1957, Мадрид, Испания) — испанская актриса

 театра и кино.

## Биография
Дебютировала в 1982 году, приняв участие в двух короткометражных фильмах: Eres mi guía и Out of typical de doce del Pilar. В 1986 году дебютировала на большом экране, в фильме Фернандо Труэба «Год пробуждения». До конца десятилетия она снялась в нескольких полнометражных фильмах.
С 2007 года, хотя и с перерывами, принимает участие в сериале «Соседи». Актриса также имеет значительный театральный опыт, представив на сцене большое количество произведений лучших авторов, и даже принесла на сцену спектакли, созданные ею самой. Ордас также очень любит писать и написала несколько книг стихов.